# Uświęcenie
Uświęcenie – termin w teologii wywodzący się bezpośrednio z Biblii. W odniesieniu do człowieka, oznacza proces, który rozpoczyna się po nowym narodzeniu. W odróżnieniu do usprawiedliwienia, które jest jednorazowym aktem dokonanym przez Boga, uświęcenie trwa nieustannie aż do ziemskiej śmierci człowieka. 
Uświęcenie to dzieło Boga Ojca, Boga Syna (Jezusa Chrystusa) i Boga Ducha Świętego dokonywane w życiu nowo narodzonego człowieka, której efektem jest stopniowa zmiana jego życia na obraz i podobieństwo Boga. Według chrześcijańskiej teologii oznacza to, że człowiek staje się bardziej czysty i pobożny w postępowaniu.
Proces uświęcenia kończy się z chwilą ziemskiej śmierci człowieka. Po śmierci chrześcijanina uświęcenie nie jest potrzebne, ponieważ człowiek otrzymuje nowe ciało, całkowicie wolne od grzechu.

## W protestantyzmie
Według teologii protestanckiej, człowiek staje się świętym w wyniku usprawiedliwienia, a uświęcenie jest procesem dokonującym się już po usprawiedliwieniu. Zarówno usprawiedliwienie jak i uświęcenie jest Bożym działaniem, na które człowiek nie ma wpływu – jest wyłącznie wynikiem działania Bożej łaski w człowieku.

## Wersety Biblii ukazujące działanie wszystkichtrzech Osób Bożychw procesie uświęcenia
- "Uświęceni przez Boga Ojca" – List Judy 1
- "Uświęceni w Chrystusie Jezusie" – 1 List do Koryntian 1, 2
- "Przez uświęcenie Ducha" – 1 List Piotra 1, 2[1]